# De praestigiis daemonum

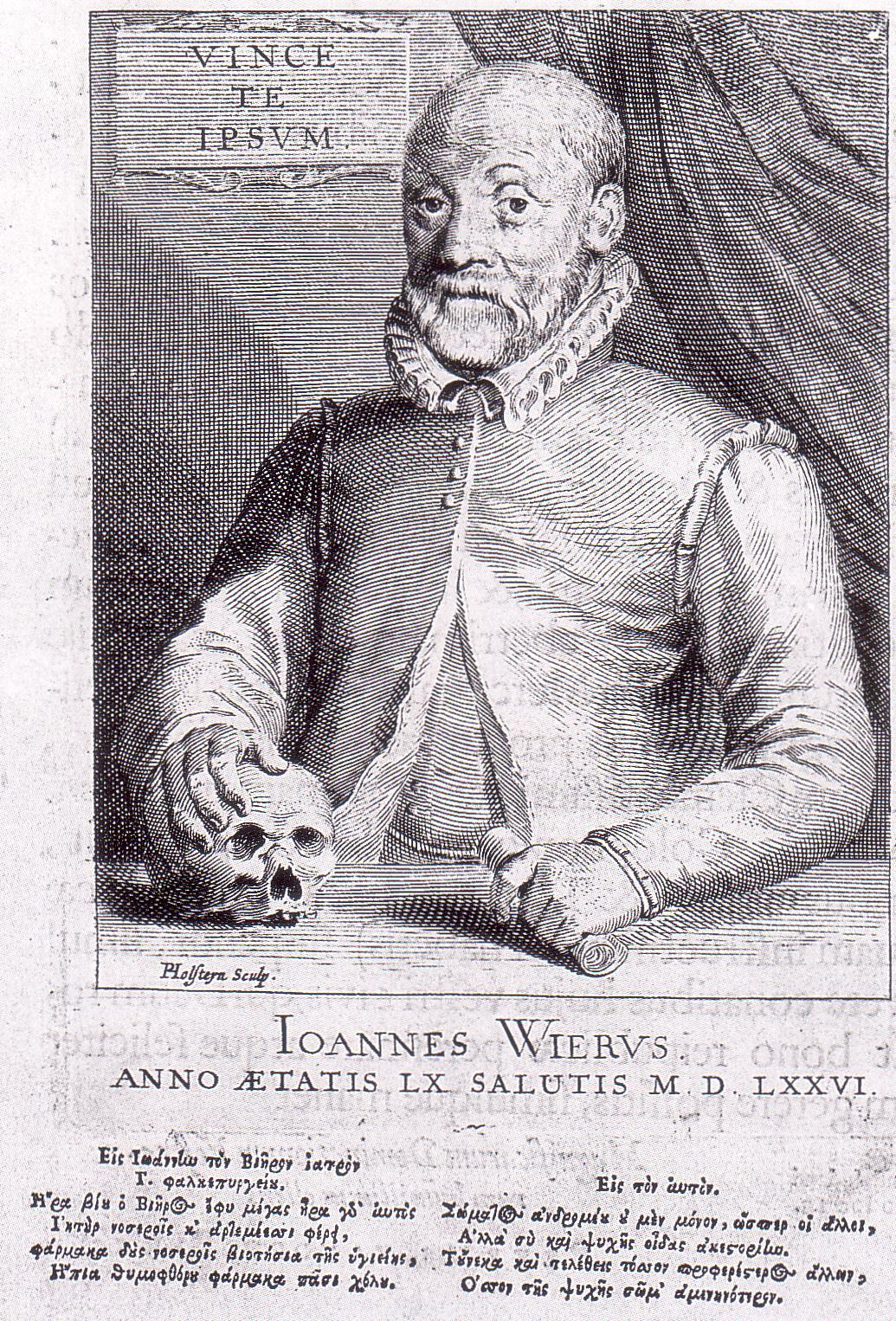
Gravure de Johann Weyer par Pieter Holsteyn II de 1660.

De praestigiis daemonum, traduit par On the Tricks of Demons, est un livre du docteur Jean Wier, publié pour la première fois à Bâle en 1563,. Le livre soutient que la sorcellerie n'existe pas et que ceux qui prétendent la pratiquer souffrent de délires, qui devraient être traités comme des maladies mentales, plutôt que punis comme de la sorcellerie. Il a eu une influence sur l'abolition des procès de sorcellerie aux Pays-Bas. 

## Synopsis
Wier était en désaccord avec certains de ses contemporains sur la justification des chasses aux sorcières. Wier pensait que la plupart des cas de sorcellerie présumée, et probablement la totalité, résultaient des délires de la prétendue sorcière, plutôt que d'une coopération volontaire et réelle avec le diable. En résumé, Weyer a affirmé que les cas de sorcellerie présumée étaient d'origine psychologique plutôt que surnaturelle. 
Le livre contient une annexe célèbre également distribuée indépendamment sous le nom de Pseudomonarchia Daemonum, contenant une liste des noms et titres des esprits infernaux et des pouvoirs prétendument exercés par chacun d'eux. Wier indique que sa source pour ces informations est un livre intitulé Liber officiorum spirituum, seu liber dictus Empto Salomon, de principibus et regibus demoniorum (Le livre des offices des esprits, ou le livre appelé Empto, de Salomon, sur les princes et rois de démons). L'objectif de Wier en présentant cette liste, n’était pas d’instruire ses lecteurs sur le diabolisme, mais plutôt « d'exposer à tous les hommes » les prétentions de ceux qui prétendent pouvoir faire de la magie, des hommes qui « ne sont pas embarrassés de se vanter d'être des mages, et leur étrangeté, leurs erreurs, leur vanité, leur folie, fausseté, insanité, absence d'esprit et leurs mensonges évidents, pour faire toute lumière sur leurs hallucinations à la lumière du jour. » Les sources de Wier affirment que l'enfer s'organise hiérarchiquement dans une cour infernale divisée en princes, ministères et ambassadeurs.

### Réception et héritage
De Praestigiis a été traduit en anglais, français et allemand; c'est l'une des sources principales du récit sceptique sur la sorcellerie de Reginald Scot, The Discoverie of Witchcraft.

## Voir également
- Canon Episcopi, traité de droit canonique de Reginon de Prüm rédigé autour de 906 et niant la réalité des sorcières
- Vox in Rama (bulle pontificale de 1233)[8]
- Errores Gazariorum de 1430 - 1440 traité de théorisation du vol nocturne avec un balai ou bâton
- Formicarius (sorcellerie), traité de 1436-38 de Johannes Nider sur la nécessité d'erradiquer la croyance en la sorcellerie
- Summis desiderantes affectibus (bulle pontificale de 1484
- Malleus Maleficarum, traité de sorcellerie de 1486 d'Heinrich Institorius, manuel de l'inquisiteur pour chasser et traquer les sorcières.
- De praestigiis daemonum, traité de 1563 de Jean Wier reprenant l'idée du canon Episcopi selon laquelle les sorcières n'existent pas.
- Saducismus triumphatus de 1681 est un livre traitant des sorcières écrit par Joseph Glanvill
- La sorcière de 1862 de Jules Michelet, tentative de dénonciation des chasses aux sorcière et réhabilitation de la figure de la sorcière